# Gurneys lijster
De Gurneys lijster (Geokichla gurneyi; synoniem: Zoothera gurneyi) is een zangvogel uit de familie Turdidae (lijsters).

## Verspreiding en leefgebied
Deze soort telt 5 ondersoorten:
- G. g. chuka: Mount Kenya en Kikuyu-glooiingen (centraal Kenia).
- G. g. raineyi: zuidoostelijk Kenia.
- G. g. otomitra: van westelijk Angola, zuidoostelijk Congo-Kinshasa tot Tanzania en noordelijk Malawi.
- G. g. gurneyi: oostelijk Zuid-Afrika.
- G. g. disruptans: van centraal Malawi tot noordoostelijk Zuid-Afrika.